# Matthew Sillars
Matthew Sillars (* 2. August 1987 in Auckland) ist ein neuseeländischer Radrennfahrer.
Matthew Sillars gewann 2007 bei der Ozeanienmeisterschaft in Invercargill die Goldmedaille im Einzelzeitfahren der U23-Klasse. In der Saison 2009 wurde er Dritter bei der neuseeländischen Meisterschaft im U23-Zeitfahren. Außerdem gewann er 2009 eine Etappe bei der Tour de la Nouvelle-Caledonie. Im nächsten Jahr war er bei einem Teilstück der Tour of Taranaki erfolgreich.

## Erfolge
2007
- Ozeanienmeister – Einzelzeitfahren (U23)

## Teams
- 2011 Giant Kenda Cycling Team (bis 25.06.)